# Daboecia
Daboecia es un pequeño género de plantas fanerógamas perteneciente a la familia Ericaceae, contiene dos especies de arbustos y está estrechamente relacionado con el género  Erica.

## Descripción
Daboecia difiere de las especies europeas de Erica en tener una corola caduca que es sustancialmente más grande que la corola de Erica. Las hojas son más grandes en Daboecia, nunca aglutinadas. 

## Taxonomía
El género  fue descrito por William Jackson Hooker y publicado en Icones Plantarum 3: ad t. 243. 1839.
Etimología
Daboecia nombre genérico que proviene del nombre del santo irlandés, Saint Dabeoc.

## Especies aceptadas
A continuación se brinda un listado de las especies del género Daboecia aceptadas hasta febrero de 2014, ordenadas alfabéticamente. Para cada una se indica el nombre binomial seguido del autor, abreviado según las convenciones y usos. 
- Daboecia azorica, Azores.
- Daboecia cantabrica,  Europe, Irlanda (Galway y sur de Mayo), oeste de Francia, norte de  España, noroeste de Portugal.